# Scinax haddadorum
Scinax haddadorum — вид жаб з родини райкових (Hylidae). Описаний у 2016 році.

## Етимологія
Вид названо на честь бразильського герпетолога Селіу Гаддада.

## Поширення
Ендемік Бразилії. Відомий лише у типовому місцезнаходженні — ліс в муніципалітеті Барра-ду-Гарсас у штаті Мату-Гросу. Мешкає вздовж берегів невеликих струмків на висоті 675 м над рівнем моря.

## Опис
Самці мають розміри від 29,4 до 35,4 мм. 